# Arturo Maldonado Reátegui
Arturo Maldonado Reátegui (Bellavista, San Martín, 24 de mayo de 1963) es un ingeniero industrial y político peruano. Fue congresista de la república por la región San Martín durante el periodo 2001-2006 y alcalde de la provincia de Bellavista en dos periodos consecutivos.

## Biografía
Arturo Maldonado nació en la provincia de Bellavista ubicada en el departamento de San Martín, el 24 de mayo de 1963.
Se trasladó a la ciudad de Lima y estudió en la Universidad de Lima, en donde se graduó de ingeniero industrial. También estudió en la Universidad Nacional Agraria La Molina como especialista en economía agrícola.

## Trayectoria
Como agricultor laboró director de la Dirección Regional de Agricultura en Tarapoto desde 2011 hasta 2014 y jefe de DEVIDA en el distrito de Padre Abad en 2015. Fue también coordinador de la Competitivo de la Amazonía Peruana (PRODEFAP) en 2016.
En 1993 fue elegido como regidor municipal de la provincia de Bellavista, siendo su primer cargo político. En 1995 postuló como independiente a la alcaldía de Bellavista y resultó elegido como alcalde para el periodo 1996-1998. Fue nuevamente elegido en 1998 por Vamos Vecino, agrupación política ligada a Alberto Fujimori para los comicios municipales.
En el año 2001 renunció a la alcaldía y participó en las elecciones parlamentarias como candidato al Congreso de la República por Unidad Nacional, coalición política liderada por Lourdes Flores. Arturo Maldonado fue elegido como congresista de la república por la región San Martín, con 8,744 votos, y fue juramentado para el periodo parlamentario 2001-2006.
Como congresista fue vicepresidente de la Comisión de Educación (2001-2006) y secretario de la Comisión de Agricultura (2004-2005).
Desde octubre del 2004 hasta febrero del 2010 fue militante del Partido Popular Cristiano. Postuló como consejero del Gobierno Regional de San Martín en las elecciones regionales del año 2010, sin embargo, no resultó elegido.
En el año 2020 Arturo Maldonado se afilió a Alianza para el Progreso, partido político fundado por César Acuña, y luego en las elecciones del año 2021 postuló nuevamente al Congreso de la República por la región San Martín, obteniendo solamente 3,530 votos resultando no electo.